# باستان‌شناسی شمنیسم
باستان‌شناسی شمنیسم یک مجموعه آکادمیک است که توسط باستان‌شناس انگلیسی نیل پرایس ویرایش شده و اولین بار توسط راتلج در سال ۲۰۰۱ منتشر شد. این کتاب شامل چهارده مقاله مجزا است که توسط محققان مختلفی که در رشته‌های باستان‌شناسی و مردم‌شناسی کار می‌کنند، به روشی می‌پردازد که باستان‌شناسان می‌توانند شمنیسم را در پرونده‌های باستان‌شناسی تفسیر کنند.